# East Calder
East Calder est un village situé dans le West Lothian, en Écosse. En 2020 la population d'East Calder est estimée à 6 430 habitants.